# Mașceanka, Trosteaneț
Mașceanka (în ucraineană Мащанка) este localitatea de reședință a comunei Mașceanka din raionul Trosteaneț, regiunea Sumî, Ucraina.

## Demografie
Componența lingvistică a localității Mașceanka
     Ucraineană (97,26%)
     Rusă (2,74%)
Conform recensământului din 2001, majoritatea populației localității Mașceanka era vorbitoare de ucraineană (97,26%), existând în minoritate și vorbitori de rusă (2,74%).